# Тотална война
Тоталната война е военен конфликт с неограничен мащаб, при който страната агресор извършва пълна мобилизация на всички достъпни ресурси – човешки, индустриални, селскостопански, военни, природни, технологични и други. Целта е пълно унищожение или прекратяването на всякаква съпротива на противника. Тоталната война се практикува от векове, но едва между средата и края на XIX век е определена и теоретично като отделен начин за водене на бойни действия. При нея се прави по-малка разлика между цивилни и военни, тъй като действията на цялото население могат да се разглеждат като част от усилията на агресора за спечелване на войната.
Автор на концепцията за водене на стратегическа тотална война е германския генерал Ерих Лудендорф.
Фразата „тотална война“ е използвана и в речта на Йозеф Гьобелс в Берлинер Шпортпаласт на 18 февруари 1943 г., но във връзка с решението на атлантическите съюзници взето на срещата в Казабланка в края на януари 1943 г. между Уинстън Чърчил и Франклин Рузвелт, че прекратяването на войната след битка при Ел Аламейн и особено след Сталинградската битка е немислимо освен при условията на „безусловна капитулация“ на Германия и нейните съюзници, сред които и България. В края на Втората световна война Германия принудително е върната към концепцията за тоталната война, особено след срещата на външните министри на съюзниците в Москва през октомври 1943 г., когато Съветския съюз се присъединява към формулата, която договорка е и официализирана на Техеранската конференция.